# إي جي جونيور
أشرف جانوسي (بالأحرف اللاتينية Achraf Janussi) ويعرف أيضا بالإسم الفني إي جي جونيور (بالأحرف اللاتينية AJ Junior) وبـ AJ Janussi، وأحيانا Ashraf Jannusi وهو مؤلف كلمات أغاني مهم قاطن في السويد ويتعاون بشكل كبير مع المنتج المغربي السويدي الشهير ريدوان (بالأحرف اللاتينية RedOne) وكتب بالتعاون مع مجموعة من الفنانين كلمات أغاني لـ جينيفر لوبيز، بيتبول، نيكول شيرزينغر، JLS، ون دايركشن، تايو كروز ومغني الراي الشاب خالد.
بدأ حياته الفنية بين بإنتاج مغنين مثل Vanessa Hudgens وA-Teens والمغني الإنجليزي شاين وارد، وفرقة البوب الألمانية نو أنجلس وغيرهم وشارك في إنتاج أربع أغنيات لفرقة ويستلايف الشبابية الشهيرة.

## وصلات خارجية
- إي جي جونيور على موقع IMDb (الإنجليزية)